# Guilherme & Santiago
Guilherme & Santiago é uma dupla sertaneja formada pelos irmãos Herickson Cardoso Rosa (15 de outubro de 1969), mais conhecido como Guilherme, e Henzzo Cardoso Rosa (22 de março de 1976), mais conhecido como Santiago, ambos nascidos em Goiânia. Foi considerada em 2011 a quinta melhor dupla sertaneja do Brasil. Haviam vendido, até aquele ano, mais de um milhão de discos e lançado 13 CDs e três DVDs.

## Biografia
Filhos de Eurides Cardoso e de Natal Rosa, (falecido em 1 de novembro de 2014),[carece de fontes?] os irmãos Herickson e Henzzo, nasceram em uma família de seresteiros. Sua mãe e seus seis tios (dois homens e quatro mulheres),[carece de fontes?] formavam um grupo de serestas, e os irmãos sempre acompanharam as serenatas feitas pelo grupo. Naturais de Goiânia, descobriram desde pequenos a paixão pela música. Os irmãos começaram a ter contato com a música atráves de seu avô materno, Tomé Cardoso, barbeiro e agricultor por profissão e seresteiro de coração. A aplicação da mãe Eurides (Lili ou Lindinha) em transformá-los em músicos sertanejos inspirou os filhos.[carece de fontes?] Ainda adolescente, Guilherme começou a atuar no caminho da música gravando jingles em Goiânia. A primeira aparição televisiva de Guilherme foi em uma apresentação de Natal em Goiânia ainda nos anos 70, televisionada e transmitida pela Rede Anhanguera de Televisão.[carece de fontes?] Quando atingiu a maioridade, ele foi para São Francisco (Califórnia) e ficou cerca de um ano trabalhando como jardineiro e entregador de pizzas e jornais. No Brasil, Santiago, o caçula dos três irmãos, trabalhou como sapateiro e fazia aulas de violão. Guilherme deixou os Estados Unidos no início dos anos 90 e durante as férias em sua terra natal, ele e Santiago gravaram um jingle para um candidato a prefeito. O trabalho tornou Guilherme & Santiago tão famosos na cidade a ponto de serem chamados para participar dos eventos do político. A música foi parar até nas rádios da capital goiana. Guilherme ficou tão mobilizado que decidiu ficar de vez no Brasil para investir no sonho de formar uma dupla sertaneja com o irmão. A primeira apresentação ao vivo de Guilherme & Santiago foi na abertura de um show da dupla Chrystian & Ralf, ídolos da dupla, em uma casa noturna de Goiânia. Depois, começaram a fazer shows em Goiás, abrindo outros shows de Chrystian & Ralf e também de outras duplas, como Zezé Di Camargo & Luciano e Leandro & Leonardo. Mas como iniciar uma carreira artística não é tarefa fácil para ninguém, Guilherme & Santiago tiveram que ir à luta. Para conseguir dinheiro para poderem gravar seu primeiro disco, a dupla foi trabalhar na feira hippie de Goiânia, onde Santiago já trabalhava vendendo sapatos e chinelos fabricados por sua própria mãe. Em fevereiro de 2017, Guilherme foi confirmado como participante da  primeira temporada do talent show Dancing Brasil exibido pela RecordTV. Guilherme então ao participar do talent show da RecordTV acabou ficando em 13.º lugar na competição. No ano seguinte em 2018, Guilherme participou de um outro talent show que foi um episódio da primeira temporada de Bancando o Chef que é exibido pela RecordTV. Neste episódio, Guilherme enfrentou o cantor sertanejo Fernando Zor (que faz dupla com o seu amigo Sorocaba), na qual acabou sendo o vencedor da competição.

## Trajetória artística

### De 1994 a 2000
Depois de muito trabalho, Guilherme & Santiago finalmente gravaram seu primeiro disco, lançado em 1994,[carece de fontes?] em um LP (Disco de vinil) pela gravadora Warner Music. O álbum trouxe pela primeira vez a canção "Do outro lado da cidade", que se tornou um grande clássico sertanejo e um dos maiores sucessos da dupla, regravada mais tarde em outros discos deles e também por outros artistas. Guilherme & Santiago foram revelados para todo o Brasil no Programa Raul Gil, também em 1994. O segundo trabalho veio dois anos depois, também em um LP (Disco de vinil), pela Warner Music. O álbum de 1996 foi embalado pelos sucessos românticos "Eu Nunca Te Esqueci" e "Valeu Esperar"; e pelas animadas "Enrosca, Enrosca" e "Namoro no Escuro", atingindo a marca de 70 mil cópias vendidas. O terceiro disco de Guilherme & Santiago, lançado em 1998 pela gravadora EMI, trouxe os sucessos "Desesperadamente apaixonado", "Essa paixão me machucou", "Peão Não Chora" e também "Me Esqueça" e "Mentira de Amor", que foram trilha sonora da novela "Estrela de Fogo" da Rede Record. No mesmo ano, o cantor Sérgio Reis, amigo da dupla, apresentou Guilherme & Santiago no Domingão do Faustão da Rede Globo, no dia 13 de setembro de 1998. Em 2000 a dupla lançou seu quarto disco, pela gravadora Atração Fonográfica, que teve mais uma música em outra novela da Rede Record, chamada "Vidas Cruzadas": a música "Abre Coração". Este álbum também trouxe pela primeira vez outro sucesso da dupla: "Só Falta Você", regravada por eles em seus outros discos e também por outros artistas.

### De 2002 a 2004
O sucesso absoluto de Guilherme & Santiago veio em 2002, com o quinto disco da dupla: "Azul",[carece de fontes?] primeiro álbum da dupla produzido pela HRP Promoções Artísticas, do empresário Hamilton Régis Policastro, que se tornou o empresário da dupla. Lançado pela Sony Music, o álbum trouxe os sucessos "Som e Imagem", "Azul",[carece de fontes?] "Hábito" e "No limite" que garantiram a permanência definitiva da dupla nas paradas de sucesso. Em 2003, a dupla lançou seu sexto disco, também produzido pela HRP Promoções Artísticas e lançado pela Sony Music. Intitulado "O Nosso Amor",[carece de fontes?] a faixa-título fez parte da trilha sonora do filme "Didi, o Cupido Trapalhão",[carece de fontes?] onde Guilherme & Santiago também aparecem, apresentados pelo cantor Daniel. Outros destaques do álbum foram "Dona do meu coração", "A outra (Misturinha)" e "Tempestade de paixão", que foi tema da novela "Jamais Te Esquecerei" do SBT. Este álbum também trouxe outros sucessos de discos anteriores. Ainda em 2003, Guilherme & Santiago participaram do disco "Direito de Viver 2", com a música "Estou apaixonado", de João Paulo & Daniel. O primeiro Disco de Ouro de Guilherme & Santiago veio com o sétimo álbum, "Chovendo Estrelas", de 2004. Este álbum estreou o lançamento da HRP Music, criada pelo empresário Hamilton Régis Policastro. Os grandes sucessos "Chovendo Estrelas" e "Perdi Você" colocaram a dupla nas paradas de sucesso por várias semanas.[carece de fontes?] Também se destacaram as faixas "Gosto de mulher, meu amigo, de pinga" e a releitura do clássico "Franguinho na panela". Guilherme & Santiago ainda tiveram uma música na novela "A Escrava Isaura (2004)", da Rede Record: a música "Viver longe de você não dá", que não fez parte do álbum da dupla.

### De 2005 a 2006
Em 2005 lançaram o álbum 10 Anos - Acústico Ao Vivo. O álbum trouxe músicas inéditas e releituras de outros discos. Entre as inéditas, vieram dois grandes sucessos da dupla: "Magia e Mistério", que fez parte do show ao vivo, e "É pra Sempre Te Amar", gravada em estúdio e que foi tema da novela Essas Mulheres, da Rede Record. Também fizeram sucesso as inéditas "Alô, Meu Povo" e "Coração". Ainda em 2005, Guilherme & Santiago lançaram seu primeiro DVD, gravado ao vivo no Teatro Record, em São Paulo, no mês de outubro. O DVD, produzido pela HRP e lançado pela gravadora EMI, recebeu o título "É Pra Sempre Te Amar - Ao Vivo". O show reuniu os grandes sucessos da dupla e contou com as participações especiais de Daniel e Marciano. A dupla também interpretou o sucesso internacional "From This Moment On", da cantora canadense Shania Twain. O álbum também foi lançado em CD, sendo o nono disco da carreira. Em 2006, antes do novo CD ser lançado, a faixa "Seu Amor É tudo que Eu Quero" já tocava nas rádios em 2006. O novo álbum foi lançado pela HRP Music, chamado "ABCDE", décimo disco da dupla. Também fizeram sucesso a faixa-título "ABCDE" e "Quem Ama uma Vez não Deixa de Amar". Para combater a pirataria, o disco foi lançado com preço acessível à população. Com este álbum, a dupla alcançou a marca de 500 mil cópias vendidas.[carece de fontes?]

### De 2007 a 2008
Em 2007, a dupla lançou um álbum ao vivo, produzido pela HRP e lançado pela Warner Music, que recebeu o título "Só de Você - Ao Vivo", o décimo primeiro disco da dupla. Os grandes destaques deste disco foram a faixa-título "Só de Você". e "Porque Brigamos", que teve a participação de suas vocalistas Valéria e Patrícia, Os outros sucessos do álbum foram "A Culpa é Sua", "Se Isso é Amor, Eu Amo" e "Eu Não Contei Até Dez", que virou trilha sonora da novela "Paraíso (2009)" da Rede Globo. Outro sucesso de Guilherme & Santiago em 2007 foi "Pega Fogo Cabaré", também gravada ao vivo, mas que não fez parte do álbum da dupla. Também foi bastante executada nas rádios. Em dezembro de 2007, Guilherme & Santiago gravaram no Clube Jaó, em Goiânia, o seu segundo DVD, produzido pela HRP e lançado em 2008 pela Sony BMG. Intitulado como "Ao Vivo em Goiânia", o álbum reúne sucessos da dupla como "Chovendo estrelas", "ABCDE" e "Magia e mistério", em uma versão dance. O show também contou com releituras de clássicos sertanejos como "Ladrão de mulher", "Pedaço de poema", "Foto 3x4" e "Homens", de Milionário & José Rico, que também foi gravado no primeiro disco da dupla, de 1994. Guilherme & Santiago receberam as participações especiais do amigo e ídolo Amado Batista e também de outros artistas. O grande destaque deste DVD foi a música inédita "O Amor é Assim". Outro destaque do álbum foi outra música inédita, chamada "Quando você vem me abraçar". Este álbum também foi lançado em dois CDs separados: "Ao Vivo em Goiânia - CD1" e "CD2", o décimo segundo e décimo terceiro disco da dupla, respectivamente.

### De 2009 a 2010
Em outubro de 2009, Guilherme & Santiago gravaram seu terceiro DVD ao vivo, na Red Eventos, em Jaguariúna, no interior de São Paulo. Foi o último trabalho da dupla produzido pela HRP Promoções Artísticas, lançado em 2010 pela Som Livre. Este trabalho recebeu o título "Tudo Tem Um Porquê". A primeira música que estourou nas rádios foi "E daí?", que ficou mais de quatro meses no topo das paradas de sucesso. Segundo a empresa Crowley Broadcast Analysis, que monitora as rádios para informações musicais, "E daí?" foi a música sertaneja mais executada em 2010, de janeiro a outubro. A segunda música  foi "Tá se Achando", que foi inserida na trilha sonora de Malhação 2010 da Rede Globo. Foi a música sertaneja mais executada em setembro de 2010. Depois, outras músicas do álbum também fizeram sucesso, como "Que Dá Vontade Dá", "Solteiro Sim, Sozinho Nunca", "Mete Sua Boca", "Safada, Cachorra, Bandida" e "Tudo Tem um Porquê", que virou tema da novela Morde & Assopra da Rede Globo. O álbum também foi lançado em CD, o décimo quarto disco de Guilherme & Santiago. Ainda em 2010, a dupla foi convidada para participar do Goiânia Country Folia, um dos principais eventos de Goiás. O show de Guilherme & Santiago foi realizado em setembro de 2010, em cima de um trio elétrico, que serviu de palco para a apresentação da dupla. Este show foi gravado e deu origem ao quarto DVD da dupla, lançado sete meses depois. Em 20 de dezembro de 2010, Guilherme & Santiago anunciaram, por meio de um comunicado, o fim da parceria com a HRP e com o empresário Hamilton Régis Policastro, devido a um encerramento de contrato.

### De 2011 a 2012
No dia 22 de fevereiro de 2011, Guilherme & Santiago anunciaram a nova empresa responsável pelos novos trabalhos e agenda da dupla: a Áudio Mix - Publicidade e Eventos, já conhecida em todo o Brasil pelas parcerias com outros artistas famosos. O primeiro trabalho da dupla com a Áudio Mix foi o quarto DVD, intitulado "Elétrico - Ao Vivo No Trio", lançado em 4 de abril de 2011 pela Som Livre. O DVD trouxe o registro do show da dupla realizado no Goiânia Country Folia, em setembro de 2010. Cantando para milhares de pessoas sobre um trio elétrico na capital goiana, Guilherme & Santiago interpretaram grande parte do repertório do DVD anterior, "Tudo Tem Um Porquê", além de outros sucessos de discos anteriores. A dupla ainda lançou uma música inédita: "Predadora", que também virou música de trabalho. Além do DVD, este show também foi registrado em CD, o décimo quinto disco da dupla e o primeiro produzido pela Áudio Mix. Ainda em 2011, em 31 de agosto, Guilherme & Santiago gravaram seu quinto DVD, no Sol Music Hall em Goiânia. O show contou com as participações especiais de Jorge & Mateus, Humberto & Ronaldo e do cantor Victor Ávila, vocalista da banda "Os Paquitos". O álbum, que recebeu o título "Até o Fim", foi produzido pela Áudio Mix e lançado pela Som Livre em 14 de fevereiro de 2012. As primeiras músicas de trabalho do álbum foram "Triste e alegre", "Bolo doido" e "Vou até o fim", músicas que viraram hits antes mesmo do álbum ser lançado e caíram na boca do povo. Este álbum também foi gravado em CD, o décimo sexto disco de Guilherme & Santiago.
Em 2014 a dupla lança um modão intitulado "Meia Noite e Meia" com ritmo bem romântico

### De 2015 a 2016
Subir ao palco durante 21 anos é um feito que deve ser comemorado em grande estilo. Uma história de muito trabalho e dedicação, inúmeras apresentações, lançando músicas e rodando todo o país com o que eles sabem fazer de melhor: cantar. Para resumir tudo o que aconteceu nesses 21 anos, a dupla Guilherme e Santiago subiu ao palco do Espaço Villa Mix de Brasília, no 13 de novembro de 2015, e gravaram um DVD comemorativo com 27 músicas que marcaram sua carreira.
A inédita ‘Pindaíba’ merece destaque e foi escolhida para ser o primeiro single do DVD, que traz 10 músicas inéditas e 17 regravações de sucessos que marcaram sua carreira, como ‘Franguinho na Panela’, ‘Me Esqueça’, ‘Meia-Noite e Meia’ e ‘Jogado na Rua’. Amor à música, garra, persistência e dedicação não faltam para esses dois artistas que têm a música dentro de suas vidas. A mãe, Dona Eurides, sempre cantou com seus filhos, desde que eram crianças, e o gosto pela música só foi aumentando com o passar dos anos.
E foi isso que eles quiseram mostrar neste DVD. Uma história de carreira com 18 álbuns e 5 DVD’s já lançados e mais de cinco milhões de discos vendidos, agora contada neste lançamento dessa dupla de goianos que merecem muito destaque no cenário musical.
Em 18 de janeiro de 2025, a dupla tocou para 87 mil pessoas em Pico de Matinhos no festival Verão Maior Paraná. Transmitido pela Bandeirantes, o show rendeu 0.7 de audiência na grande São Paulo.

## Terra Nativa
No dia 1 de abril de 2007, Guilherme & Santiago tornaram-se apresentadores do programa Terra Nativa, na Rede Bandeirantes. O programa era exibido nas noites de sexta-feira, às 22h. Reunia as vertentes da música sertaneja e contava com Aline Lima, filha do cantor Chitãozinho, como repórter especial, apresentando informações sobre shows, rodeios, festas de peão, além de cobertura desses eventos. Um dos quadros que o Terra Nativa apresentava foi o "Porteira da Fama", em que os concorrentes podiam mostrar qualquer habilidade ou talento relacionado ao mundo sertanejo, abrindo espaço para artistas iniciantes. Outro quadro de sucesso foi o reality show "Country Star", onde milhares de pessoas em todo o país se inscreveram para tentar realizar o sonho de serem cantores sertanejos. O Country Star teve duas edições: a feminina, em 2007, que revelou a cantora Nathalia Siqueira, e a masculina, em 2008, que revelou o cantor Leovander. O Terra Nativa foi ao ar durante dois anos, com grande audiência em todo o país. O último programa foi exibido no dia 10 de abril de 2009, para que a dupla pudesse se dedicar mais à carreira musical.

## Discografia

### Discos de carreira
- (1994) Guilherme & Santiago - Vol. 1
- (1996) Guilherme & Santiago - Vol. 2
- (1998) Guilherme & Santiago - Vol. 3
- (2000) Guilherme & Santiago - Vol. 4
- (2002) Azul
- (2003) O Nosso Amor
- (2004) Chovendo Estrelas
- (2005) 10 Anos - Acústico
- (2005) E pra Sempre te Amar ao Vivo (também lançado em DVD)
- (2006) ABCDE
- (2007) Só de Você
- (2008) Ao Vivo em Goiânia (também lançado em DVD)
- (2010) Tudo Tem Um Porquê (também lançado em DVD)
- (2011) Elétrico ao Vivo no Trio (também lançado em DVD)
- (2012) Até o Fim (também lançado em DVD)
- (2013) Tudo pra Você
- (2016) Acústico 20 Anos (também lançado em DVD)

## Trilhas sonoras
| Ano  | Música                       | Novela/filme                     | Emissora   |
| ---- | ---------------------------- | -------------------------------- | ---------- |
| 1998 | "Me Esqueça"                 | Estrela de Fogo                  | RecordTV   |
| 1998 | "Mentira de Amor"            | Estrela de Fogo                  | RecordTV   |
| 2000 | "Abre Coração"               | Vidas Cruzadas                   | RecordTV   |
| 2003 | "O Nosso Amor"               | Didi, o Cupido Trapalhão (filme) | Rede Globo |
| 2003 | "Tempestade de Paixão"       | Jamais Te Esquecerei             | SBT        |
| 2004 | "Viver Longe de Você Não Dá" | A Escrava Isaura                 | RecordTV   |
| 2005 | "É pra Sempre Te Amar"       | Essas Mulheres                   | RecordTV   |
| 2009 | "Eu Não Contei Até Dez"      | Paraíso                          | Rede Globo |
| 2010 | "Tá Se Achando"              | Malhação                         | Rede Globo |
| 2011 | "Tudo Tem um Porquê"         | Morde & Assopra                  | Rede Globo |

## Singles
| Ano  | Single                                           | Álbum                         |
| ---- | ------------------------------------------------ | ----------------------------- |
| 1994 | "Do Outro Lado da Cidade"                        | Guilherme & Santiago - Vol. 1 |
| 1994 | "Porque"                                         | Guilherme & Santiago - Vol. 1 |
| 1994 | "Querendo Te Querer"                             | Guilherme & Santiago - Vol. 1 |
| 1996 | "Valeu Esperar"                                  | Guilherme & Santiago - Vol. 2 |
| 1996 | "Enrosca, Enrosca"                               | Guilherme & Santiago - Vol. 2 |
| 1996 | "Eu Nunca Te Esqueci"                            | Guilherme & Santiago - Vol. 2 |
| 1998 | "Me Esqueça"                                     | Guilherme & Santiago - Vol. 3 |
| 1998 | "Mentira de Amor"                                | Guilherme & Santiago - Vol. 3 |
| 1999 | "Essa Paixão Me Machucou"                        | Guilherme & Santiago - Vol. 3 |
| 1999 | "Peão Não Chora"                                 | Guilherme & Santiago - Vol. 3 |
| 1999 | "Desesperadamente Apaixonado"                    | Guilherme & Santiago - Vol. 3 |
| 2000 | "Abre Coração"                                   | Guilherme & Santiago - Vol. 4 |
| 2001 | "Vai Sobrar Mulher"                              | Guilherme & Santiago - Vol. 4 |
| 2002 | "Som e Imagem"                                   | Azul                          |
| 2002 | "Azul"                                           | Azul                          |
| 2002 | "Hábito"                                         | Azul                          |
| 2003 | "No Limite"                                      | Azul                          |
| 2003 | "O Nosso Amor"                                   | O Nosso Amor                  |
| 2003 | "Só Falta Você"                                  | O Nosso Amor                  |
| 2004 | "A Outra (Misturinha)"                           | O Nosso Amor                  |
| 2004 | "Acorda Pra Vida" (part. Rick & Renner e Daniel) | O Nosso Amor                  |
| 2004 | "Perdi Você"                                     | Chovendo Estrelas             |
| 2004 | "Chovendo Estrelas"                              | Chovendo Estrelas             |
| 2005 | "Magia e Mistério"                               | 10 Anos - Acústico            |
| 2005 | "É pra Sempre Te Amar"                           | 10 Anos - Acústico            |
| 2006 | "Alô, Meu Povo"                                  | 10 Anos - Acústico            |
| 2006 | "Pra que chorar"                                 | 10 Anos - Acústico            |
| 2006 | "Seu Amor É tudo que Eu Quero"                   | ABCDE                         |
| 2006 | "ABCDE"                                          | ABCDE                         |
| 2006 | "Quem Ama uma Vez não Deixa de Amar"             | ABCDE                         |
| 2007 | "Quem Disse Adeus Foi Você"                      | ABCDE                         |
| 2007 | "Só de Você"                                     | Só de Você                    |
| 2007 | "Porque Brigamos" (Part. Valéria e Patrícia)     | Só de Você                    |
| 2007 | "A Culpa é Sua"                                  | Só de Você                    |
| 2008 | "O Amor é Assim"                                 | Ao Vivo em Goiânia            |
| 2009 | "Quando Você Vem Me Abraçar"                     | Ao Vivo em Goiânia            |
| 2010 | "E Daí?"                                         | Tudo Tem Um Porquê            |
| 2010 | "Tá se Achando"                                  | Tudo Tem Um Porquê            |
| 2010 | "Que Dá Vontade Dá"                              | Tudo Tem Um Porquê            |
| 2011 | "Tudo Tem Um Porquê"                             | Tudo Tem Um Porquê            |
| 2011 | "Triste e Alegre"                                | Até o Fim                     |
| 2011 | "Bolo Doido"                                     | Até o Fim                     |
| 2012 | "Vou Até o Fim " (com Jorge & Mateus)            | Até o Fim                     |
| 2012 | "Fazer Besteirinha"                              | Até o Fim                     |
| 2012 | "Monalisa"                                       | Tudo pra Você                 |
| 2013 | "Quando Bebe"                                    | Tudo pra Você                 |
| 2013 | "Jogado na Rua"                                  | Tudo pra Você                 |
| 2014 | "Meia-Noite e Meia"                              | Acústico 20 Anos              |
| 2015 | "Homem Não Chora"                                |                               |
| 2016 | "Pindaíba"                                       | Acústico 20 Anos              |
| 2016 | "Casa Amarela"                                   |                               |
| 2019 | "Mendigando Amor"                                |                               |

### Singlespromocionais
| Ano  | Single                       | Álbum                                        |
| ---- | ---------------------------- | -------------------------------------------- |
| 2003 | "Tempestade de Paixão"       | O Nosso Amor (álbum de Guilherme & Santiago) |
| 2004 | "Viver Longe de Você Não Dá" | Trilha sonora de A Escrava Isaura            |
| 2008 | "Eu Não Contei Até Dez"      | Só de Você - Ao Vivo                         |

### Como artista convidado
| Ano  | Single                                                       | Álbum                                       |
| ---- | ------------------------------------------------------------ | ------------------------------------------- |
| 2023 | "O Cheiro Dela" (Daniel part. Guilherme & Santiago)          | Daniel 40 Anos: Celebra João Paulo & Daniel |
| 2023 | "As Coisas São Como São" (Daniel part. Guilherme & Santiago) | Daniel 40 Anos: Celebra João Paulo & Daniel |